# Pietro Giovanni Abbati
Pour les articles homonymes, voir Abbati.
Pietro Giovanni Abbati, né en 1683 et mort en 1745, originaire du nord de l'Italie  est un peintre, graveur et scénographe italien actif dans la première moitié du XVIIIe siècle.

## Biographie
Les informations certaines sur sa vie sont inconnues comme ses dates de naissance et de mort.
Dans la première moitié du XVIIIe siècle il a été actif à Turin, Parme, Bologne et Vienne. Il se dédia principalement à des peintures d'architecture et de décorations.
Il a été un élève de Ferdinando Galli da Bibiena dont il publia en 1707 des œuvres de perspective.

## Œuvres

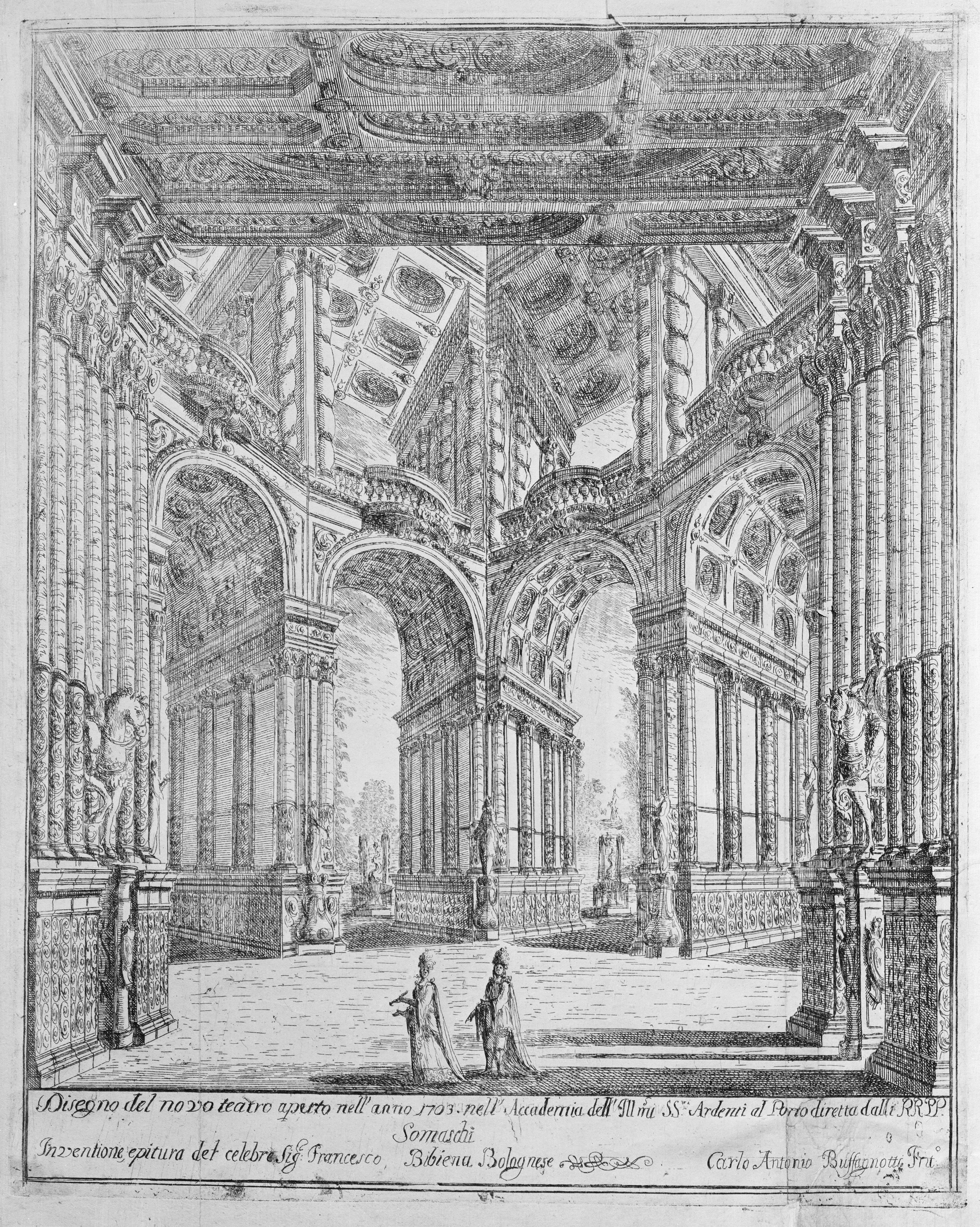
Illustration pour Varie opere di Prospettive (différentes travaux sur la perspective), 1703, Metropolitan Museum of Art.